# Barbazan-Debat
Barbazan-Debat ist eine französische Gemeinde mit 3.495 Einwohnern (Stand 1. Januar 2022) im Département Hautes-Pyrénées in der Region Okzitanien (zuvor Midi-Pyrénées). Sie gehört zum Arrondissement Tarbes und zum Kanton Moyen-Adour.

## Geografie
Die Gemeinde Barbazan-Debat liegt am Canal d’Alaric, einem Seitenkanal des Adour, etwa fünf Kilometer südöstlich von Tarbes. Durch den Norden der Gemeinde führt die Autoroute A64.

## Bevölkerungsentwicklung
| Jahr                       | 1962 | 1968 | 1975 | 1982 | 1990 | 1999 | 2009 | 2020 |
| Einwohner                  | 524  | 744  | 1365 | 3204 | 3536 | 3504 | 3483 | 3497 |
| Quellen: Cassini und INSEE |      |      |      |      |      |      |      |      |

Der starke Bevölkerungsanstieg von den 1960er bis zu den 1980er Jahren ist auf niedrigere Grundstückspreise gegenüber der nahen Départements-Hauptstadt Tarbes zurückzuführen.

## Sehenswürdigkeiten
- Kirche Notre-Dame de l’Assomption (Mariä Himmelfahrt)
- Kapelle Notre-Dame de Piétat (Unserer Lieben Frau der Frömmigkeit)
- Wasserturm

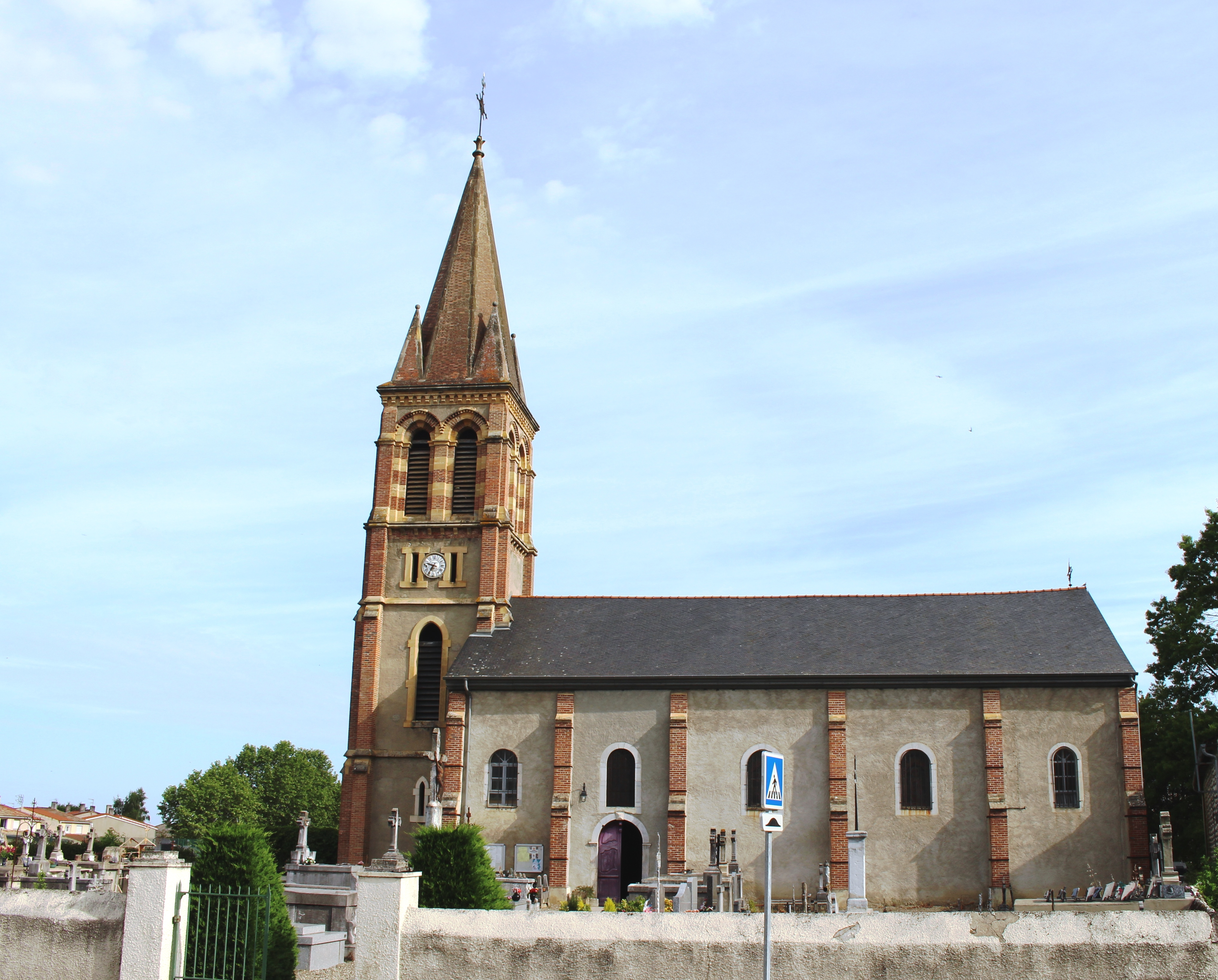
Kirche Notre-Dame de l’Assomption
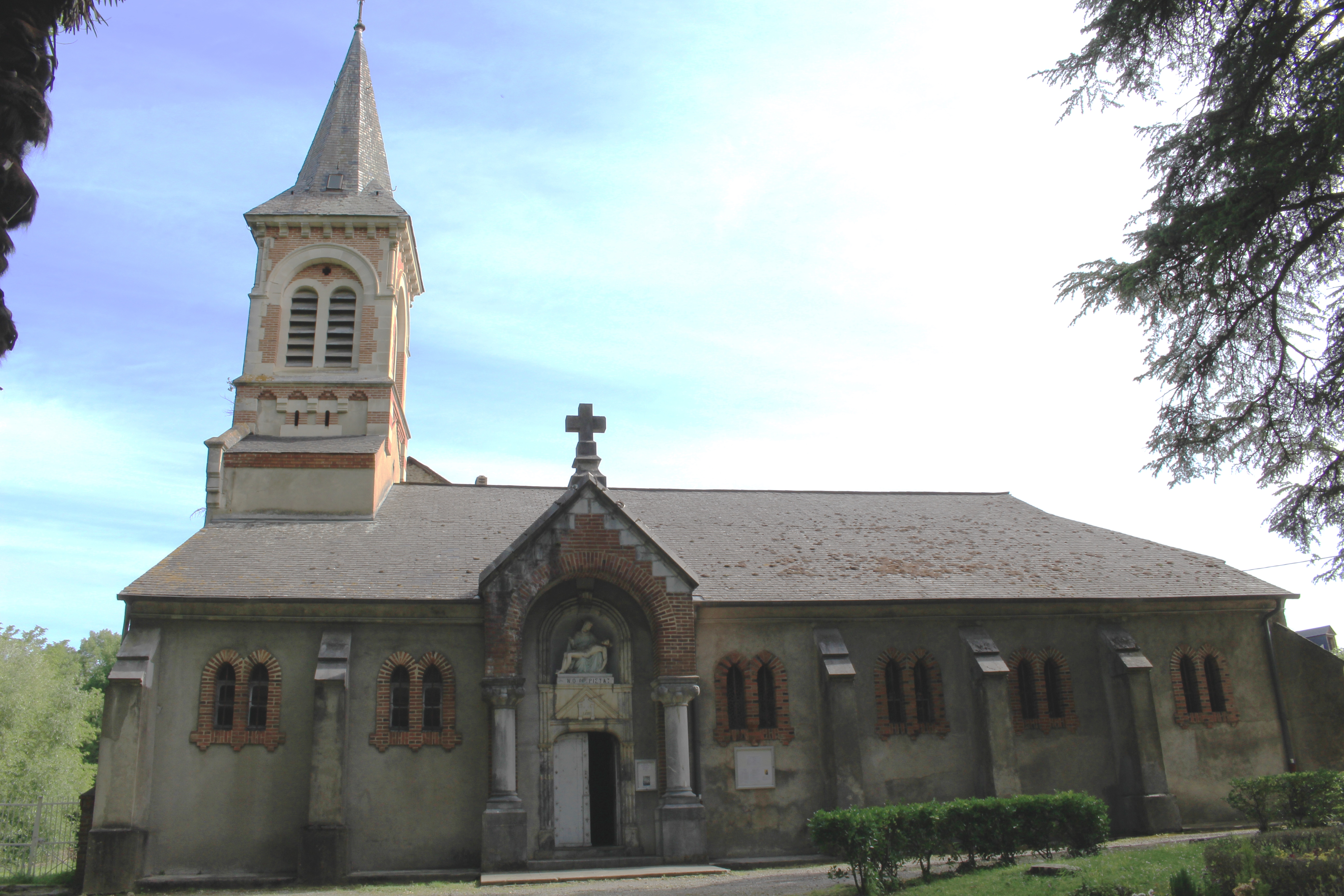
Kapelle Notre-Dame de Piétat
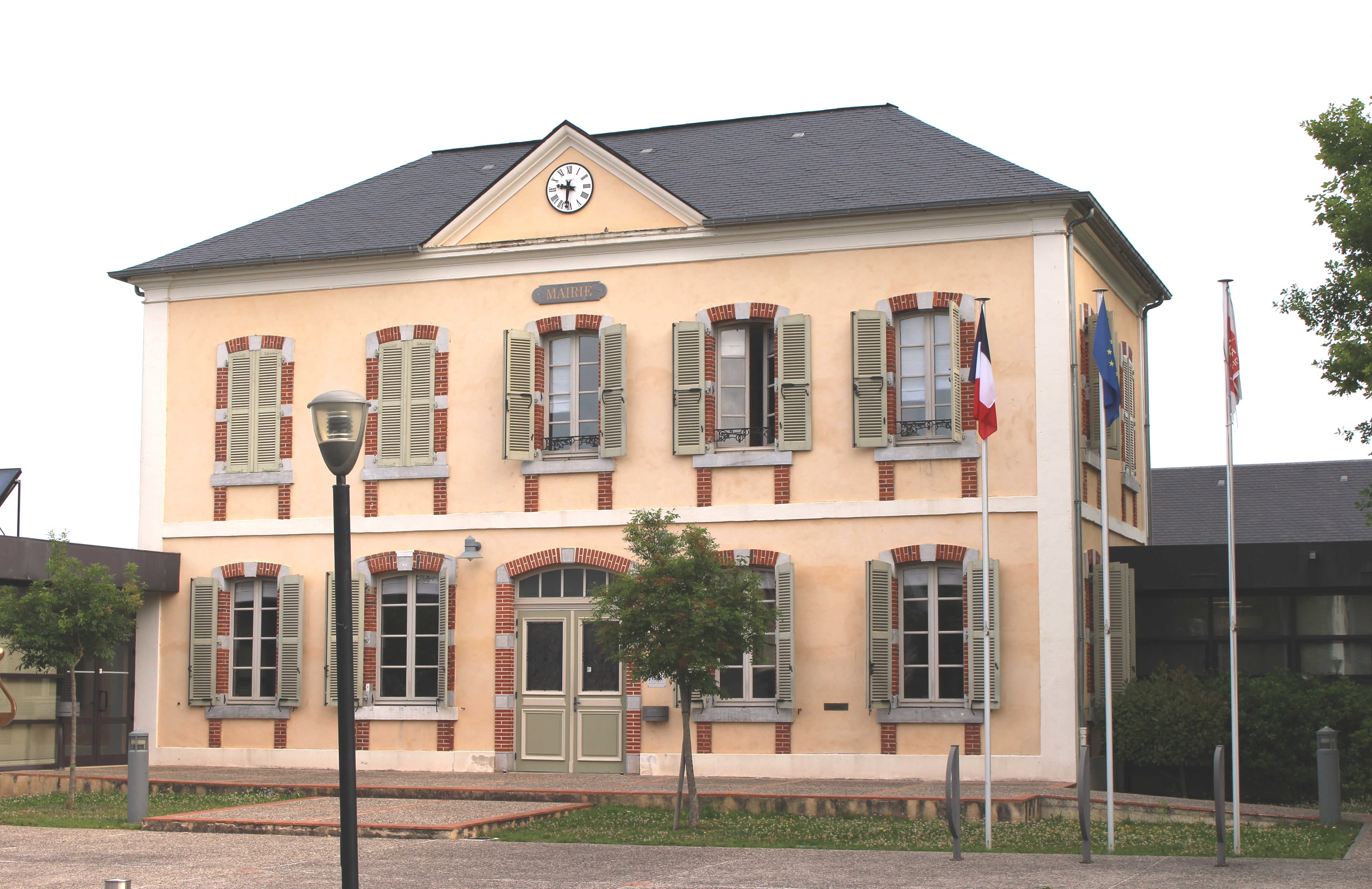
Mairie (Rathaus)
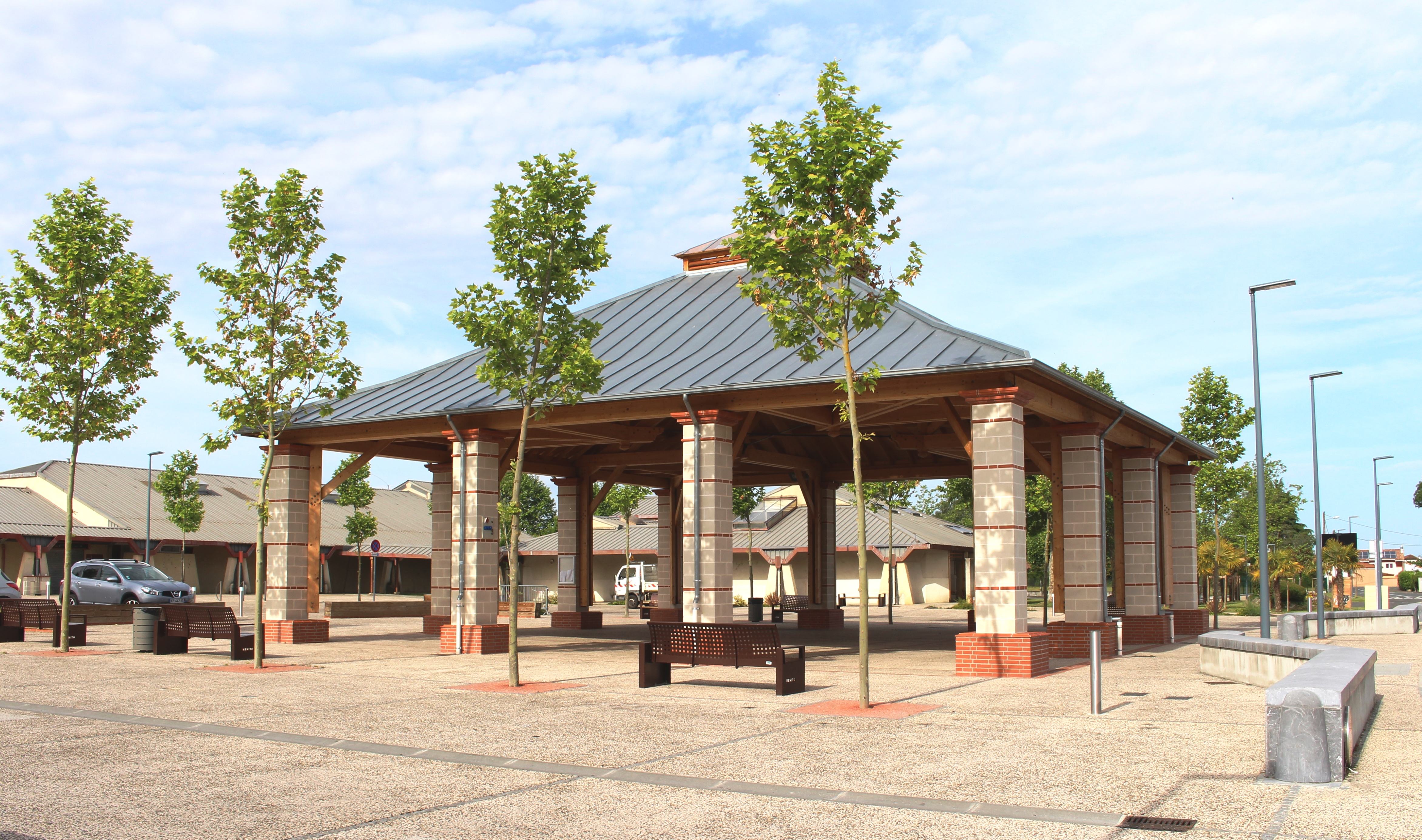
Ehemalige Markthalle
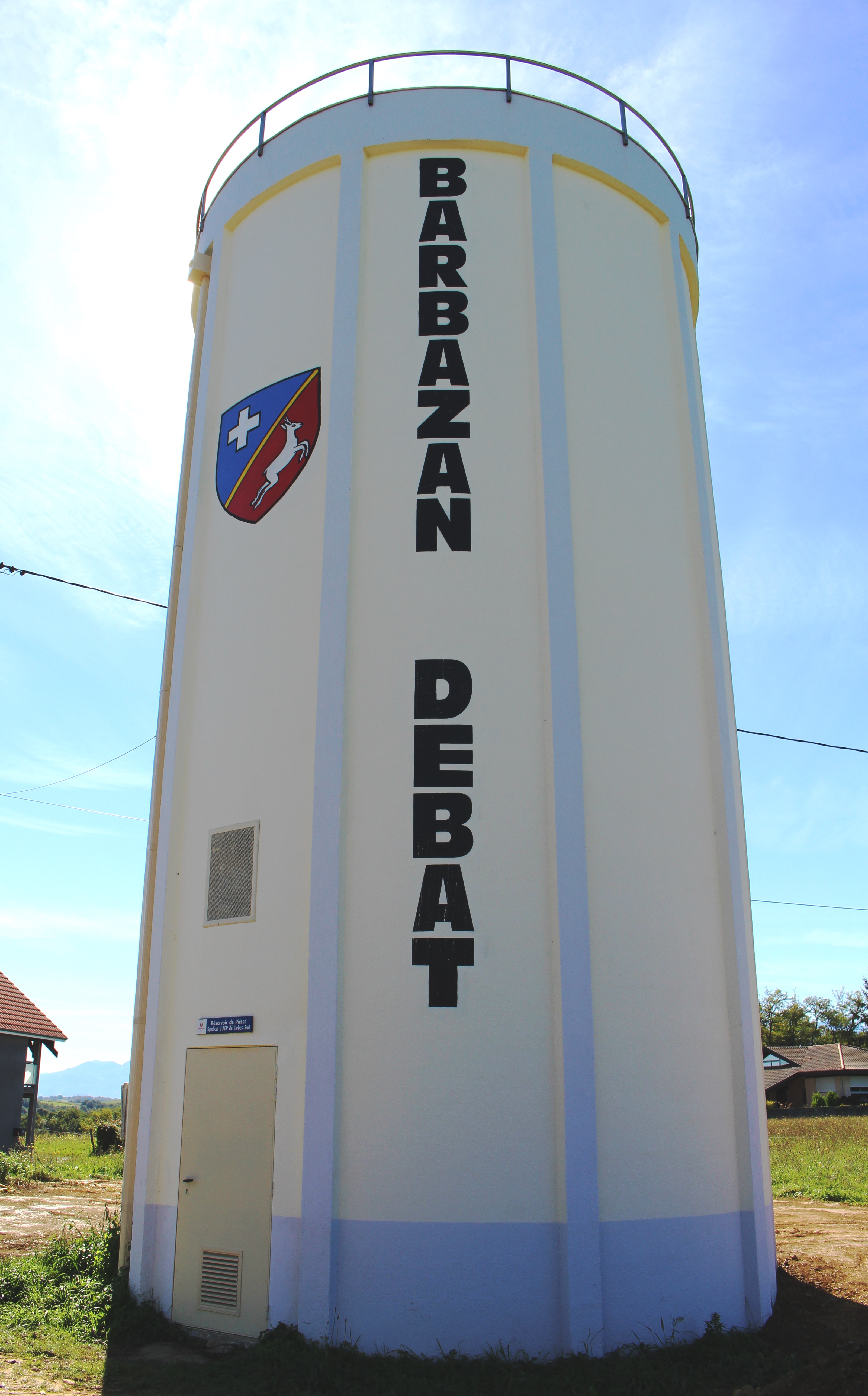
Wasserturm
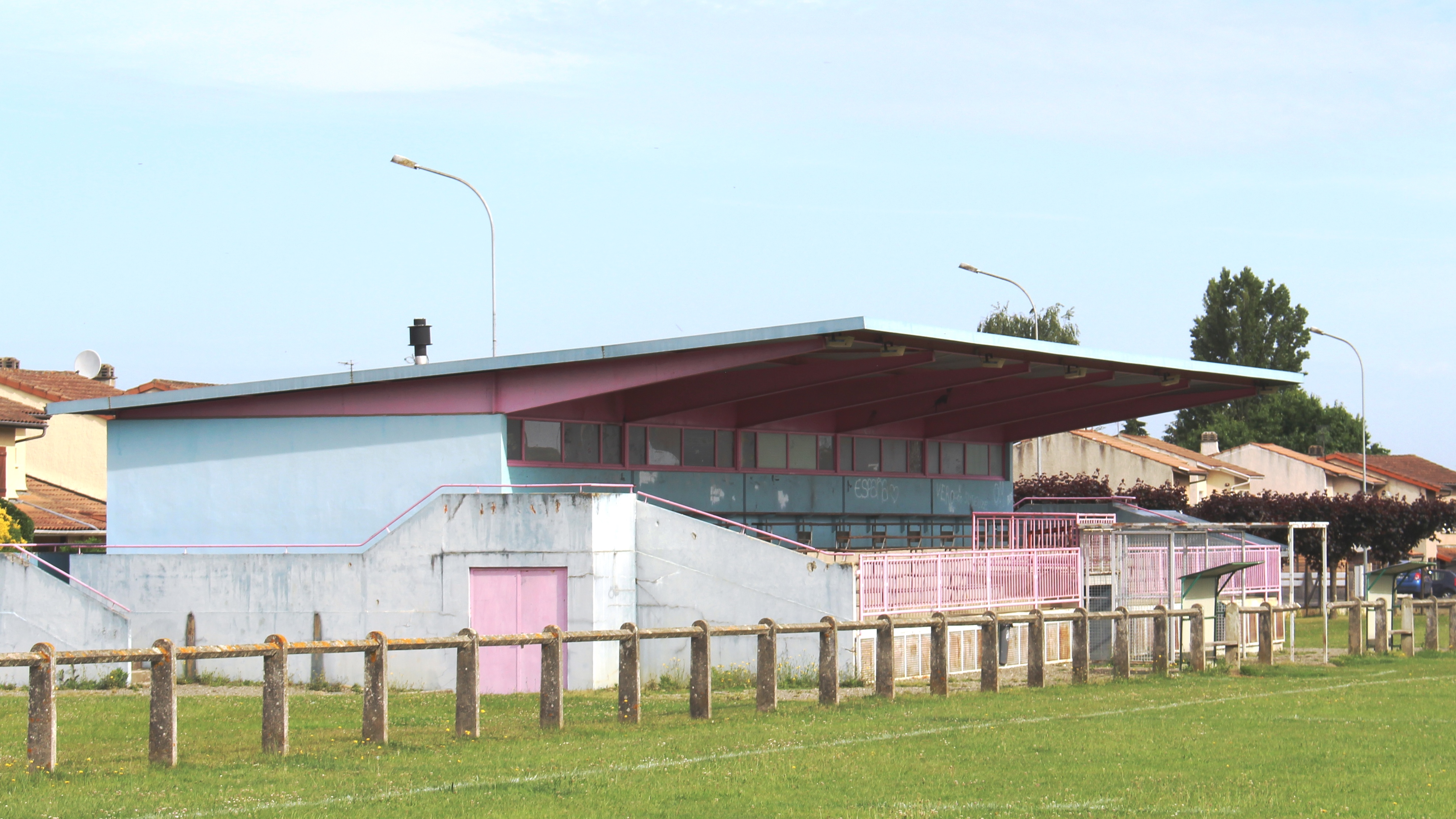
Rugbystadion